# Myrmarachne exasperans
Myrmarachne exasperans là một loài nhện trong họ Salticidae.
Loài này thuộc chi Myrmarachne. Myrmarachne exasperans được Elizabeth Maria Gifford Peckham & George William Peckham miêu tả năm 1892.